# Colonne Médicis
La Colonne Médicis è una colonna attaccata alla Borsa di commercio di Parigi, posta a sud-est dell'edificio, all'interno dei giardini di Les Halles. La colonna è servita da due stazioni della metropolitana di Parigi, Louvre - Rivoli e Les Halles

## Storia

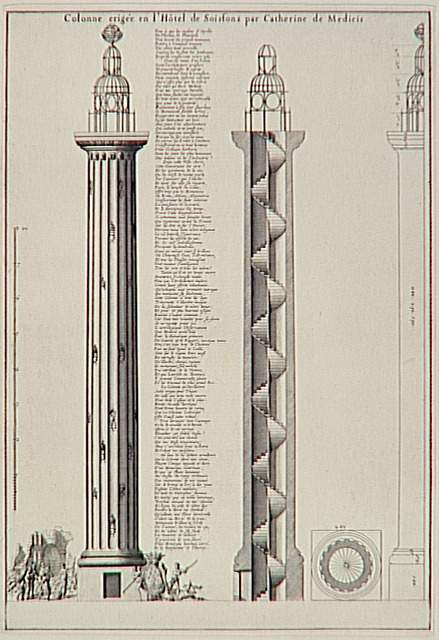
Struttura esterna ed interna della colonna

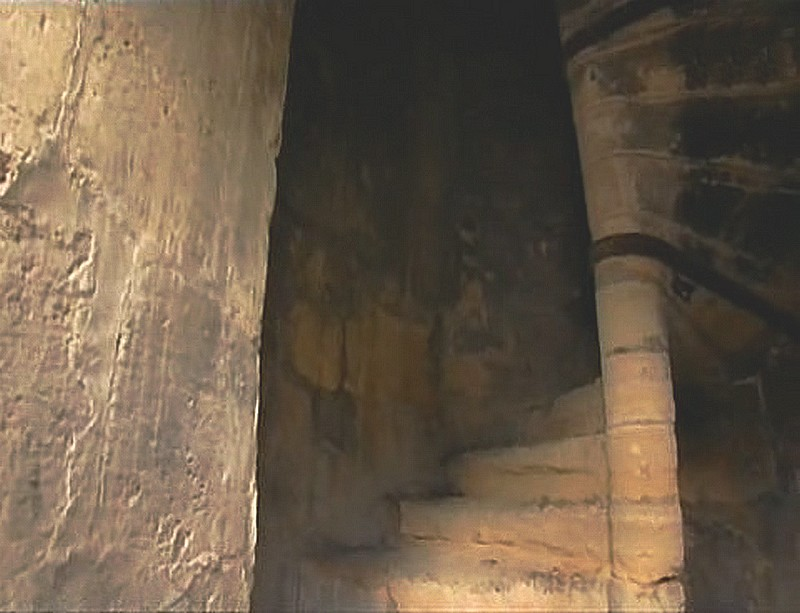
Scala a chiocciola interna

Questa colonna cava dorica, attribuita all'architetto Jean Bullant, fu eretta nel 1574 per ordine di Caterina de' Medici nel cortile dell'Hôtel de la Reine da lei appena costruito. Il palazzo fu demolito nel 1748 e la colonna rimane l'unica testimonianza.
La prima colonna isolata costruita a Parigi, è alta 31 metri con un diametro di 3, contiene una scala a chiocciola interna di 147 gradini che conduce ad una piattaforma sormontata da una struttura metallica. Una porta comunicava con il palazzo.
La funzione della colonna non è mai stata stabilita con precisione, anche se molti autori ritengono che sia una testimonianza del gusto della regina per l'astrologia: sarebbe infatti servita da punto di osservazione del cielo per Cosimo Ruggeri, astrologo della regina.
Probabilmente ebbe anche una vocazione commemorativa, come suggerisce l'intreccio "H" e "C", monogramma del re Enrico II e della regina Caterina de' Medici. È da notare che i monogrammi sulla colonna sono proprio quelli del re e della regina: la “H” di Henri e le due “C” intrecciate e contrapposte di Caterina de Medici. In altri luoghi, invece, si posso trovare versioni lievemente differenti studiate personalmente da Enrico II, che volle includere nel monogramma reale anche l’iniziale della sua amante, Diana di Poitiers. Oltre alle diciotto scanalature che ne adornano la circonferenza, la decoravano corone, specchi rotti, gigli e cornucopie. Alcuni di questi ornamenti allegorici sono oggi solo parzialmente visibili.
La colonna dominava il centro di Parigi dell'epoca, poteva quindi svolgere il ruolo di torre di avvistamento o rappresentare un segno per mostrare e imporre tutto il potere della Regina madre.
Louis Petit de Bachaumont, cronista settecentesco, salvò la colonna dalla distruzione nel 1748, acquistandola e successivamente offrendola alla città di Parigi. Il palazzo, nel frattempo ribattezzato Hôtel de Soissons, fu consegnato ai demolitori. La Camera frumentaria fu costruita sul suo sedime nel 1760. La colonna fu dotata nel 1764 di una meridiana, realizzata 16 metri sopra la sua base dall'astronomo Alexandre Guy Pingré, non più presente, e nel 1812 di una fontana di cui rimane soltanto l'ornamento.
La Borsa di commercio sostituì la Camera frumentaria nel 1889.
Nonostante le molteplici trasformazioni architettoniche del rione e minacciata più volte di distruzione, la colonna fu risparmiata ed è stata classificata come monumento storico nel 1962.